# Homo sapiens idaltu
Homo sapiens idaltu este o subspecie dispărută de Homo sapiens, care a trăit acum 160.000 de ani, în Pleistocen, în Africa. Fosile de H. s. idaltu au fost descoperite de Tim White la Herto Bouri în Etiopia, în anul 1997, dar acest lucru a fost dezvăluit abia în 2003.